# Ocupació britànica de Manila

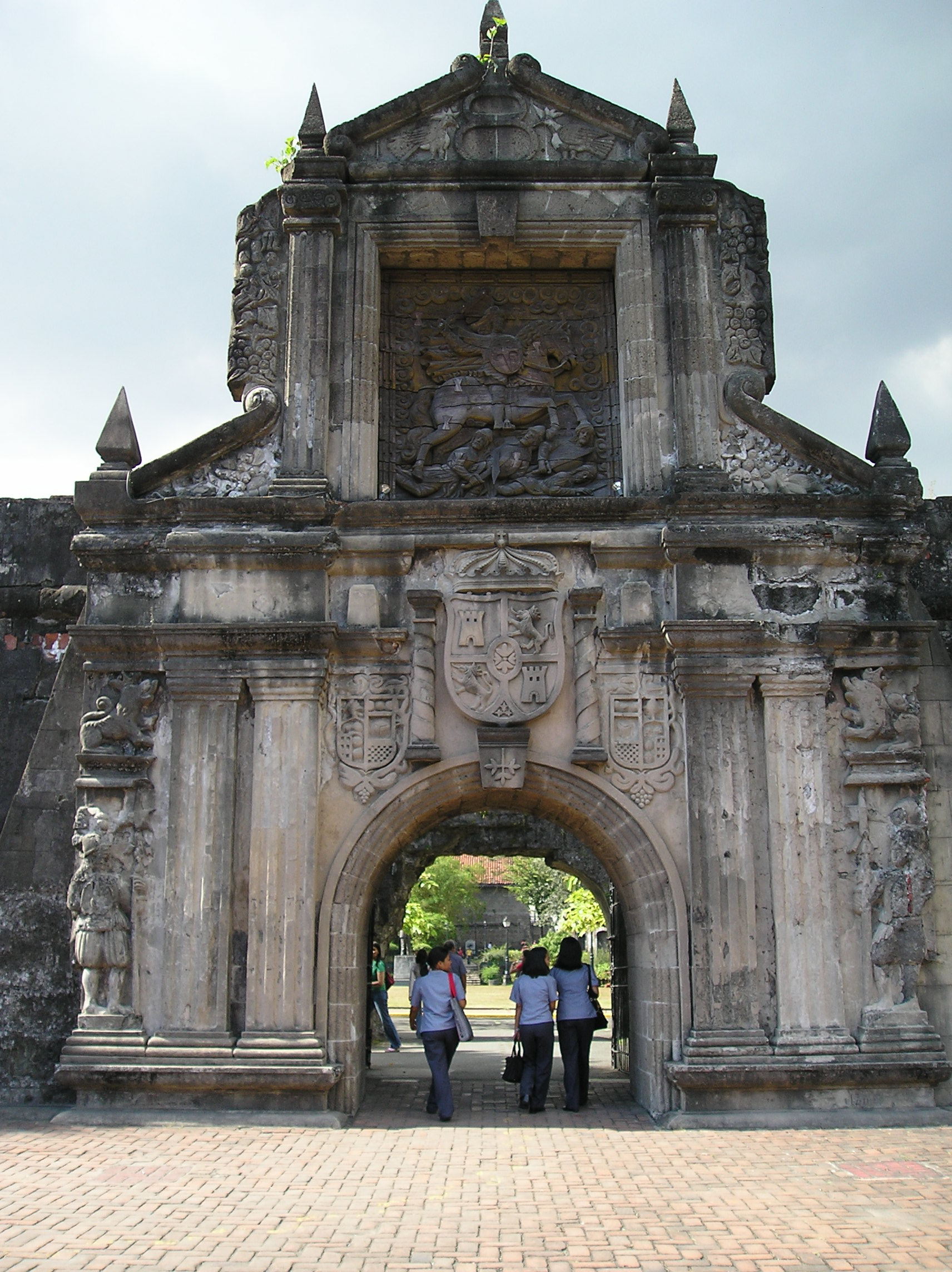
Porta del Fort Santiago, a Manila

L'ocupació britànica de Manila es va produir entre 1762 i 1764, quan la capital de les Filipines, Manila i el principal port proper, Cavite, van ser ocupats durant vint mesos. No obstant això, la resistència ferotge del govern provisional creat sense previ avís pels membres de la Reial Audiència de Manila i els seus aliats nadius van impedir l'expansió de les forces d'ocupació britànica a altres parts de l'Arxipèlag, com havien previst inicialment.
Després de diversos atacs sense èxit ales afores de Manila, el capità Thomas Backhouse, que exercia el comandament militar de Manila, va acabar reconeixent en la presentació de l'informe al secretari de Guerra britànic que "l'enemic (els espanyols) es trobava en plena possessió de la resta del país exceptuant Intramuros."

## Antecedents

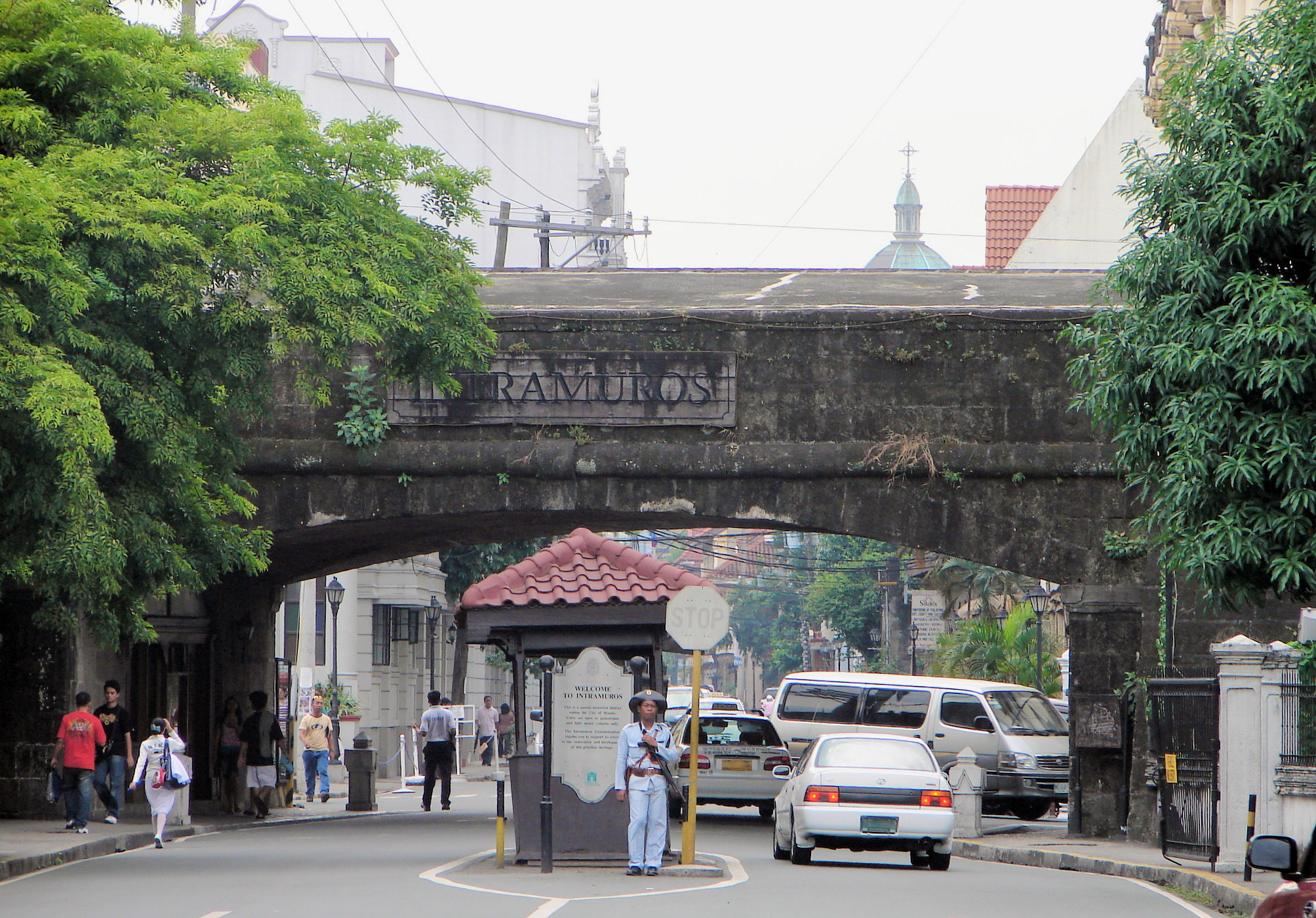
Porta d'entrada a intramuros, Manila.

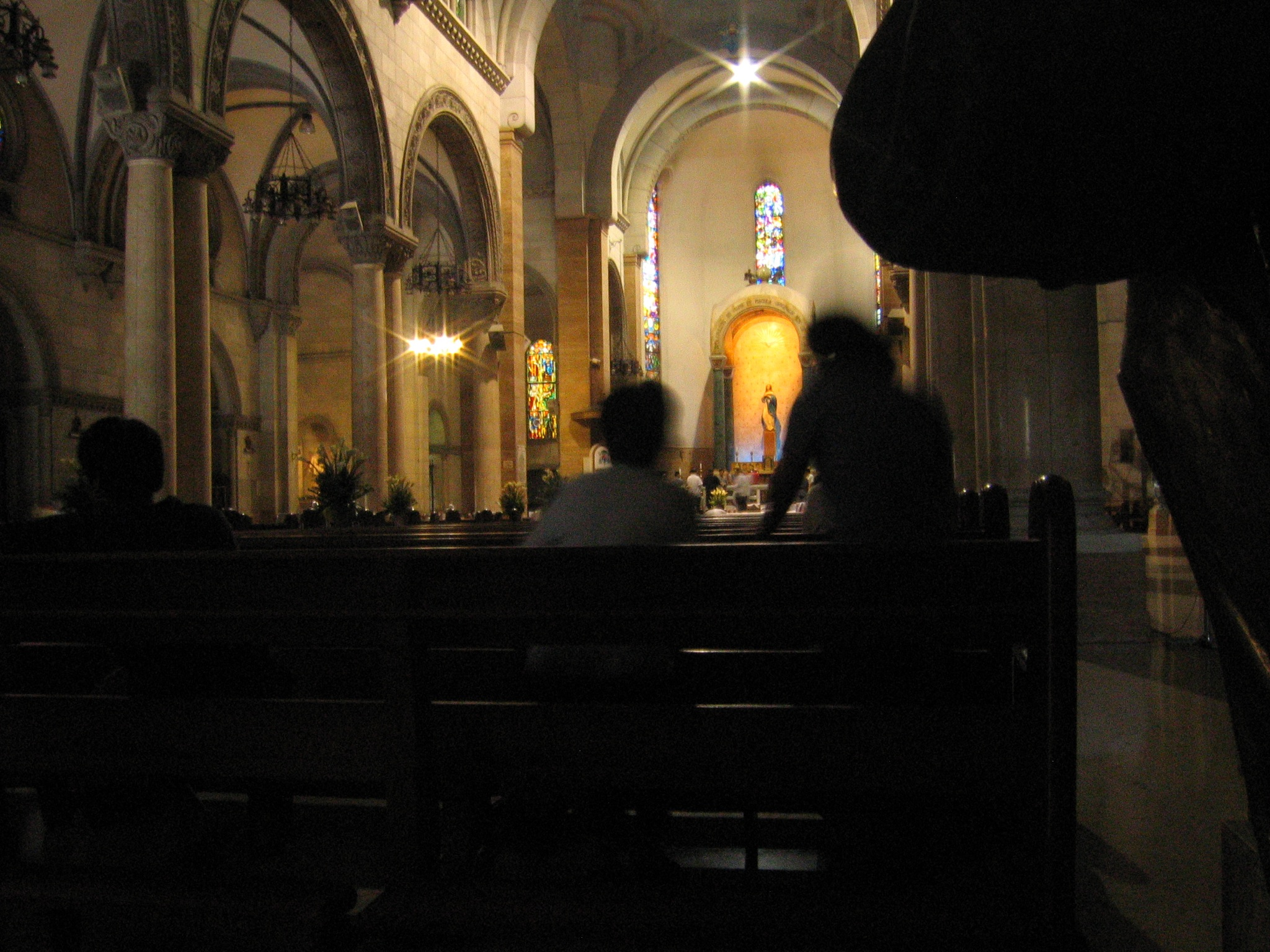
Església de S. Agustí, Manila

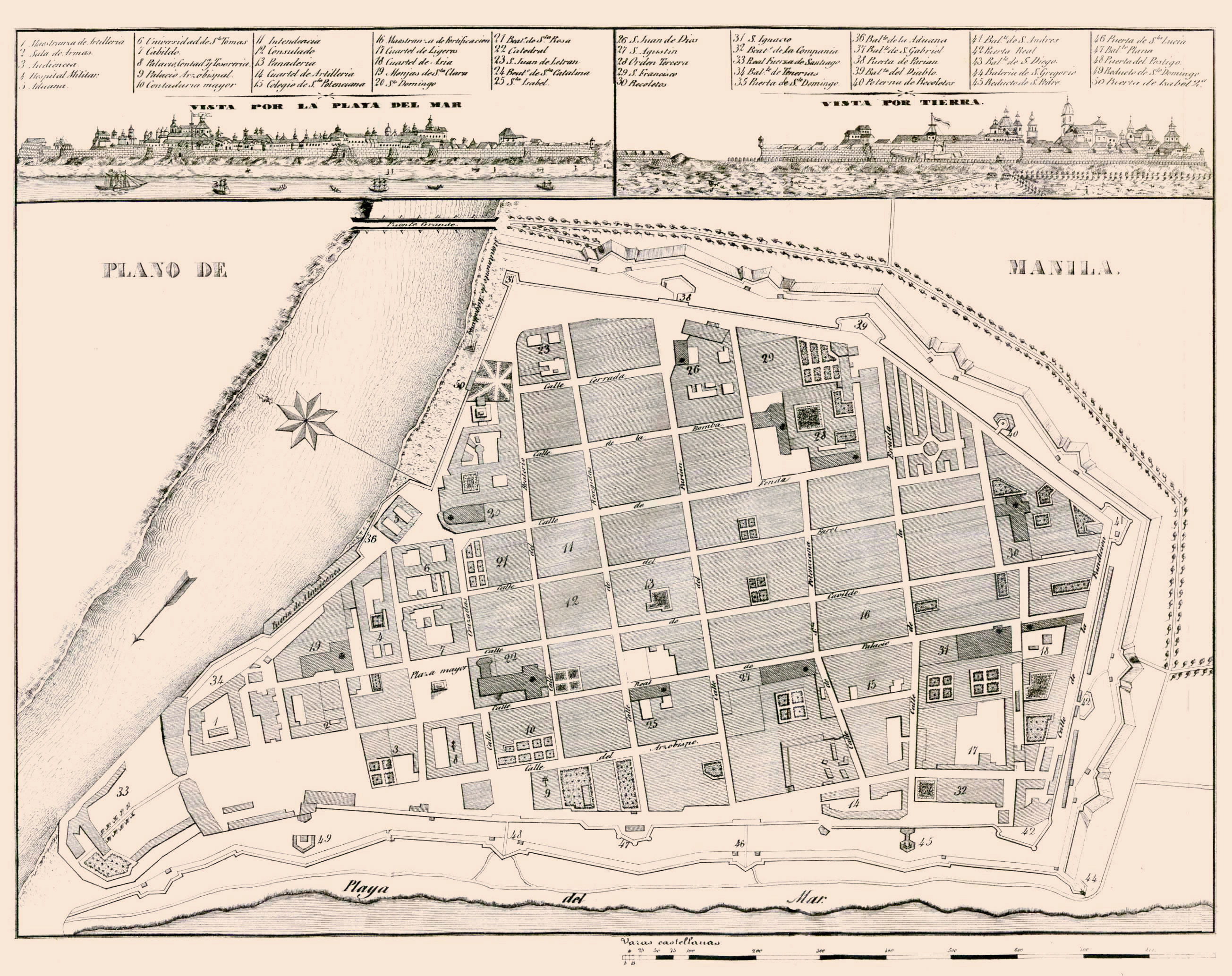
Plànol de Manila

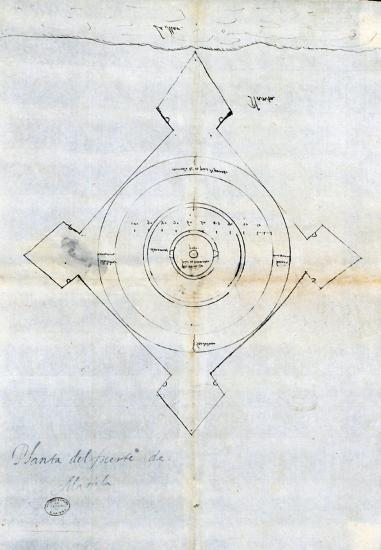
Fort N. Sra de Guia, a Manila

França va negociar amb èxit un tractat amb Espanya, conegut com el Pacte de Família, que va ser signat el 15 d'agost de 1761. Mitjançant un conveni secret auxiliar, Espanya es va veure ràpidament compromesa a fer els preparatius per a la guerra contra Gran Bretanya, que estava enfrontada amb França en la Guerra dels Set Anys. A mesura que la guerra avançava, el govern espanyol neutral es va adonar que la cadena de grans pèrdues franceses a mans dels britànics s'havia convertit en una amenaça per als interessos espanyols. Gran Bretanya va declarar la guerra contra Espanya el 4 de gener de 1762, i el 18 de gener de 1762, Espanya va emetre la seva pròpia declaració de guerra contra la Gran Bretanya.
El 6 gener 1762 el Consell de Ministres britànic dirigit pel primer ministre, el Comte de Bute, va decidir atacar l'Havana en les Índies Occidentals,i va aprovar l'esquema del coronel William Draper (oficial de l'exèrcit britànic) per a la conquesta de Manila amb alguns soldats, que ja estaven en el "les Índies Orientals." Draper va ser comandant del 79 Regiment, que estava estacionat a Chennai, Índia. El 21 gener 1762 el rei Jordi III del Regne Unit, signava les instruccions a Draper per dur a terme el seu pla, posant èmfasi en que prenent avantatge de la "guerra existent amb Espanya" Gran Bretanya podria ser capaç d'assegurar el seu lloc en la guerra d'expansió mercantil.
També hi havia l'expectativa que el comerç d'Espanya patiria un "cop demolidor". Quan va arribar a l'Índia, Draper va esdevenir general de brigada. Un comitè secret de la Companyia Britànica de les Índies Orientals va acordar proporcionar un governador civil per a l'administració de les Illes, i al juliol de 1762 Dawsonne Drake era nomenat per al lloc. Manila era una de les ciutats comercials més importants a Àsia en aquell temps i la Companyia volia estendre la seva influència sobre l'arxipèlag.

## Accions ofensives
El 24 de setembre de 1762, una flota britànica de vuit vaixells de la línia, tres fragates, i quatre vaixells amb una força de 6.839 regulars, mariners i infants de marina, va navegar cap a la Badia de Manila des de Chennai L'expedició, encapçalada per William Draper i el Vice-Almirall Samuel Cornish, va capturar Manila, "la major fortalesa espanyola en el Pacífic occidental"
La derrota espanyola no va ser realment sorprenent. L'anterior Governador General de les Filipines, Pedro Manuel de Arandía, havia mort el 1759 i el seu reemplaçament, el brigadier Francisco de la Torre no havia arribat a causa de l'atac britànic a l'Havana, la corona espanyola va nomenar a l'arquebisbe de Manila Manuel Rojo del Rio y Vieyra com temporal vice-governador. En part, es van cometre molts errors per part de les forces espanyoles, ja que la guarnició va ser comandada per l'arquebisbe, en comptes de fer-ho un expert militar.
El 5 d'octubre de 1762, la nit abans de la caiguda d'Intramuros, els militars espanyols van aconseguir que Rojo convoqués un consell de guerra. l'arquebisbe va voler rendir-se, però li va ser impedit, aquest dia amb un bombardeig de bateries pesades, els britànics havien fet caure les parets del baluard de Sant Diego, es va assecar la rasa, es va destruir els canons d'aquest bastió i dels dos baluards contigus, San Andes i San Eugenio, van calar foc a varies parts de la ciutat, i es va arraconar a les forces espanyoles contra les parets. La matinada del 6 d'octubre, les forces britàniques van atacar les fortificacions ja amb molt poca resistència.
Durant el setge els militars espanyols van perdre tres oficials, dos sergents, 50 soldats de la línia, i 30 civils de la milícia, a més de molts ferits. Entre els nadius havia 300 morts i 400 ferits. Els assetjadors van perdre prop de 1.000 homes, dels quals 16 eren oficials. La flota va disparar sobre la ciutat més de 5.000 bombes, i més de 20.000 bales.

## Ocupació de Manila
Quan Manila va caure en mans de les tropes britàniques, les esglésies i oficines públiques van ser saquejades, els objectes de valor van ser robats i documents històrics com els registres dels Agustins, documents oficials i fins i tot les plaques de coure per al gran mapa de les Filipines del segle xviii, de Murillo Velarde van ser saquejades juntament amb el pertrets navals de la drassana naval de Cavite, les pintures del Palau del Governador General, el contingut de les esglésies d'Intramuros i les possessions de la majoria de les cases riques. Es va arrasar la ciutat amb violacions, homicidis i actes vandàlics en el que es coneix com la primera "Violació de Manila". A sobre, els britànics van exigir un rescat de quatre milions de dòlars del govern espanyol per aturar el saqueig de la ciutat, cosa que l'Arquebisbe Rojo va acceptar per tal d'evitar una major destrucció.
El 2 de novembre de 1762, Dawsonne Drake de la Companyia Britànica de les Índies Orientals va assumir el càrrec de governador britànic de Manila. Va ser assistit per un consell format per John L. Smith, Russel Claud, Brooke Henry i Samuel Johnson. Villacorta va aconseguir escapar. Quan després de diversos intents de Drake es va adonar que no estava rebent el suport que esperava, va formar un Consell de Guerra que va anomenar "Tribunal de Justícia Chottry", amb el poder absolut per empresonar a qualsevol persona que volgués ". Molts espanyols, mestissos, xinesos i els indis van ser portats a les presons per uns suposats delictes, com va denunciar el capità Thomas Backhouse,

## Moviment de Resistència

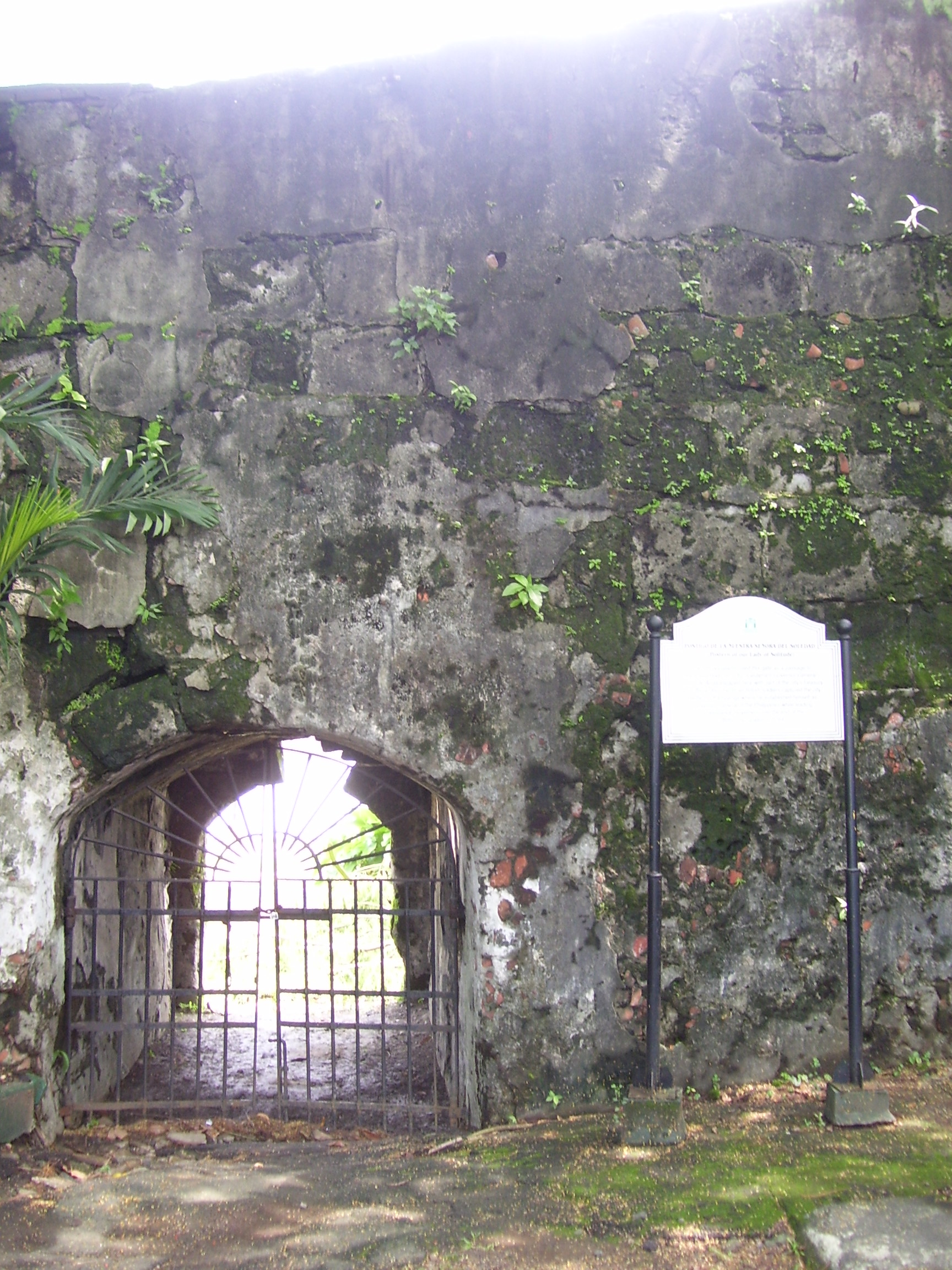
Fort Santiago, Manila, punt de partida de Simó de Anda i Salazar

Mentrestant, la Reial Audiència de Manila havia organitzat un consell de guerra i enviat a l'oïdor don Simón de Anda i Salazar a la ciutat de la província de Bulacan per tal d'organitzar la resistència.(Tracy 1995, p. 48-49) L'Audiència Reial va nomenar Anda com a Tinent Governador i Oidor General.(Tracy 1995, p. 58). Anda va prendre una part substancial de la tresoreria i dels registres oficials amb ell, sortint de Fort Santiago a través del porticó de Nostra Senyora de la Soledat, a un vaixell al riu Pasig, i després a Bulacan. Va traslladar la seu de Bulacan a Bacolor a la província de Pamplona, que quedava més protegida dels britànics, i ràpidament va obtenir un suport de gran abast dels Agustins.
Anda finalment va aixecar un exèrcit de més de 10.000 combatents, la majoria d'ells voluntaris nadius, i encara que no tenien suficients armes modernes, van tenir èxit en mantenir les forces britàniques confinades dins de Manila. El 8 octubre 1762 Anda va escriure a Rojo informant-lo que havia assumit el càrrec de governador i capità general conforme als estatuts del Consell d'Índies, que permetia la devolució de l'autoritat del Governador a l'Audiència en els casos de motí o d'invasió de forces estrangeres, com era el cas. Anda, sent el més alt membre de l'Audiència, no presoner dels britànics, va assumir tots els poders i va exigir el segell reial, que Rojo li va negar.(Tracy 1995, p. 58 - 59)
L'acord signat entre l'Arquebisbe Rojo i l'exèrcit britànic garantia la religió catòlica i el seu govern episcopal, assegurava la propietat privada, i concedia als ciutadans de l'antiga colònia espanyola els dret dels viatge i comerç pacífics "com a súbdits britànics". Sota control britànic, Filipines va continuar sent governada per la Reial Audiència, amb unes despeses que havien de ser pagades per Espanya ".(Tracy 1995, p. 54) No obstant això, Anda no va reconèixer cap dels acords signats per Rojo com a vàlid, al·legant que s'havia fet signar a l'arquebisbe per la força, i per tant, d'acord amb els estatuts del Consell d'Índies, no eren vàlids. També es va negar a negociar res amb els invasors sinó es feia dins del marc jurídic del Govern General de les Filipines, tornant als britànics les cartes que no s'havien complimentat en aquest sentit. Totes aquestes iniciatives van ser aprovades posteriorment pel Rei d'Espanya, que el va recompensar juntament amb altres membres de l'Audiència, com José Basco i Vargas, que havia lluitat contra els invasors.
La força britànica que controlava Manila va resultar insuficient per guanyar cap altre control significatiu fora de la capital i va ser derrotada en tots els intents que va fer per ocupar altres llocs a qualsevol lloc fora de Manila. Greus desacords entre Dawsonne Drake i els comandants militars que van substituir Draper i Cornish van impedit tota mena de negociació fructífera o acció militar efectiva amb Anda 

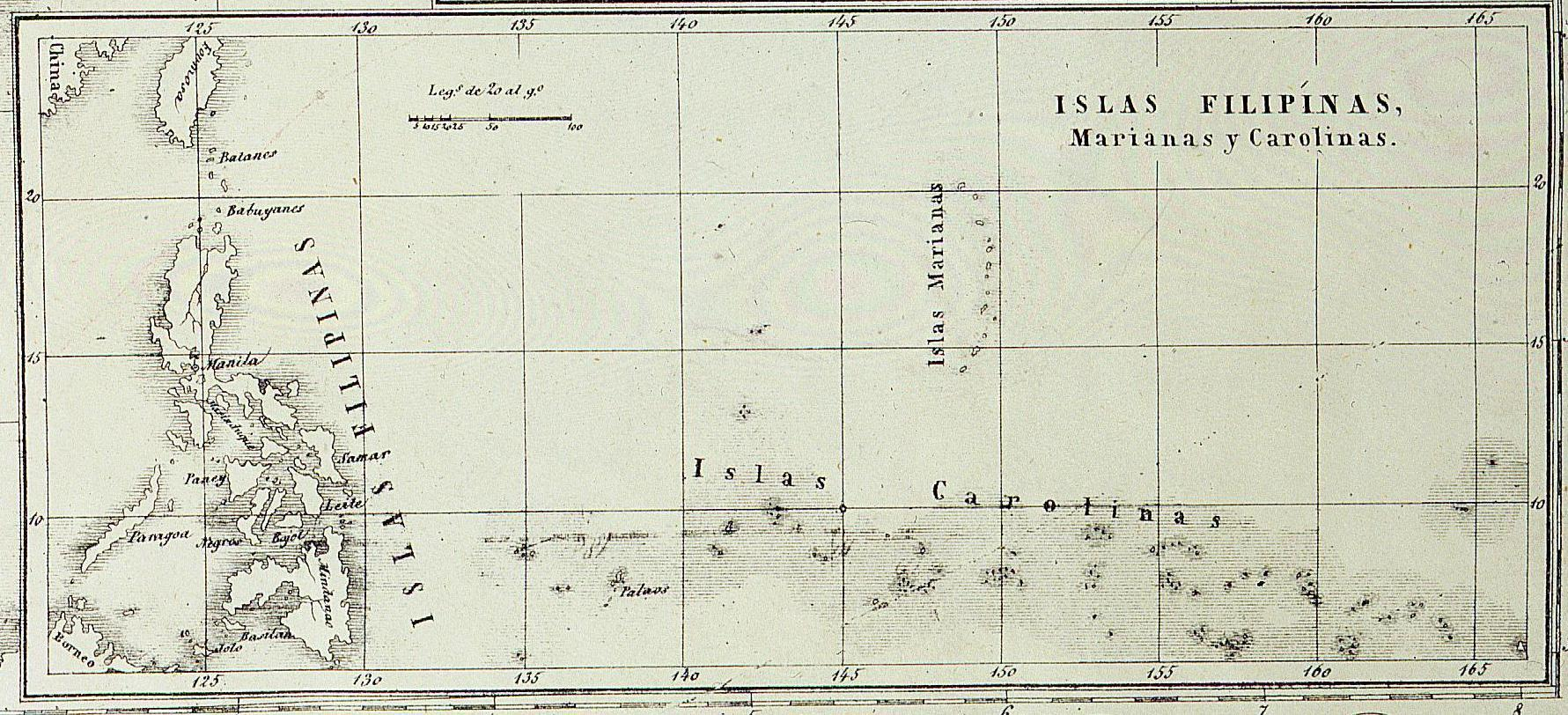
Carta amb totes les possessions d'Espanya a ultramar i illes adjacents 1858, Fragment.

## Final de l'ocupació
La Guerra dels Set Anys va acabar amb el Tractat de París (1763), signat el 10 de febrer de 1763. En el moment de la signatura del tractat, els signants no eren conscients que Manila havia estat presa pels britànics i, en conseqüència va caure sota la disposició general que tots els altres territoris que no es disposés el contrari seria tornat a la corona espanyola. Després que l'Arquebisbe Rojo morís el gener de 1764, l'exèrcit britànic finalment va reconèixer Simón de Anda i Salazar com el legítim governador de les Filipines, enviant-li una carta adreçada a la Reial Audiència i Capitania General", després d'això Anda va acordar un armistici a condició que les forces britàniques es retiressin de Manila el mes de març.
Els britànics van posar fi a l'ocupació en embarcar des de Manila i Cavite, la primera setmana d'abril de 1764, i van iniciar la navegació fora de la badia de Manila cap a Batavia, l'Índia i Anglaterra.

## Conseqüències
A Diego Silang, que havia estat encoratjat per organitzar una rebel·lió, se li va prometre tot tipus d'ajuda militar si iniciava una revolta contra el govern espanyol a la Regió d'Ilocos, però aquesta ajuda mai es va materialitzar. Silang va ser assassinat més tard pels seus propis amics, i un cop avortada després de la revolta Gabriela Silang (la seva dona), que havia pres el lideratge, va ser capturada i executada juntament amb la resta de les forces rebels restants
El Sultà Alimuddin, que havia signat un tractat d'aliança amb les forces britàniques després de ser alliberat de la fortalesa de Santiago, a Manila, on havia estat empresonat acusat de traïció a la pàtria, va ser pres també amb les forces d'evacuació, amb l'esperança que podria ser d'ajuda a les aspiracions de la Companyia de les Índies Orientals en el Sultanat de Sulu
Un nombre de soldats indis conegut com a cipayos, van desertar de les forces britàniques i es va establir a Cainta, Rizal, fet que explica les característiques únicament índies de les generacions de residents de Cainta.
Moltes cartes de navegació, mapes rars del Pacífic (emprats després per James Cook en els seus descobriments), valuoses pintures a l'oli d'artistes espanyols del Palau del Governador a Intramuros, manuscrits històrics i documents oficials, llibres preciosos, cartes i papers dels ordes religiosos, juntament amb paquets de materials de primera font sobre les Filipines del segle xvii van ser expropiats per Dawsonne Drake i el seu successor, Alexander Dalrymple, i finalment van acabar en el Museu Britànic de Londres o subhastats per Sotheby's.
El conflicte sobre el pagament per part d'Espanya de la part pendent del rescat promès per Rojo en els termes de la rendició, i la compensació per part de Gran Bretanya pels excessos comesos pel Governador Drake contra els residents de Manila, va continuar a Europa durant molts anys després del Tractat de París.

## Controvèrsies

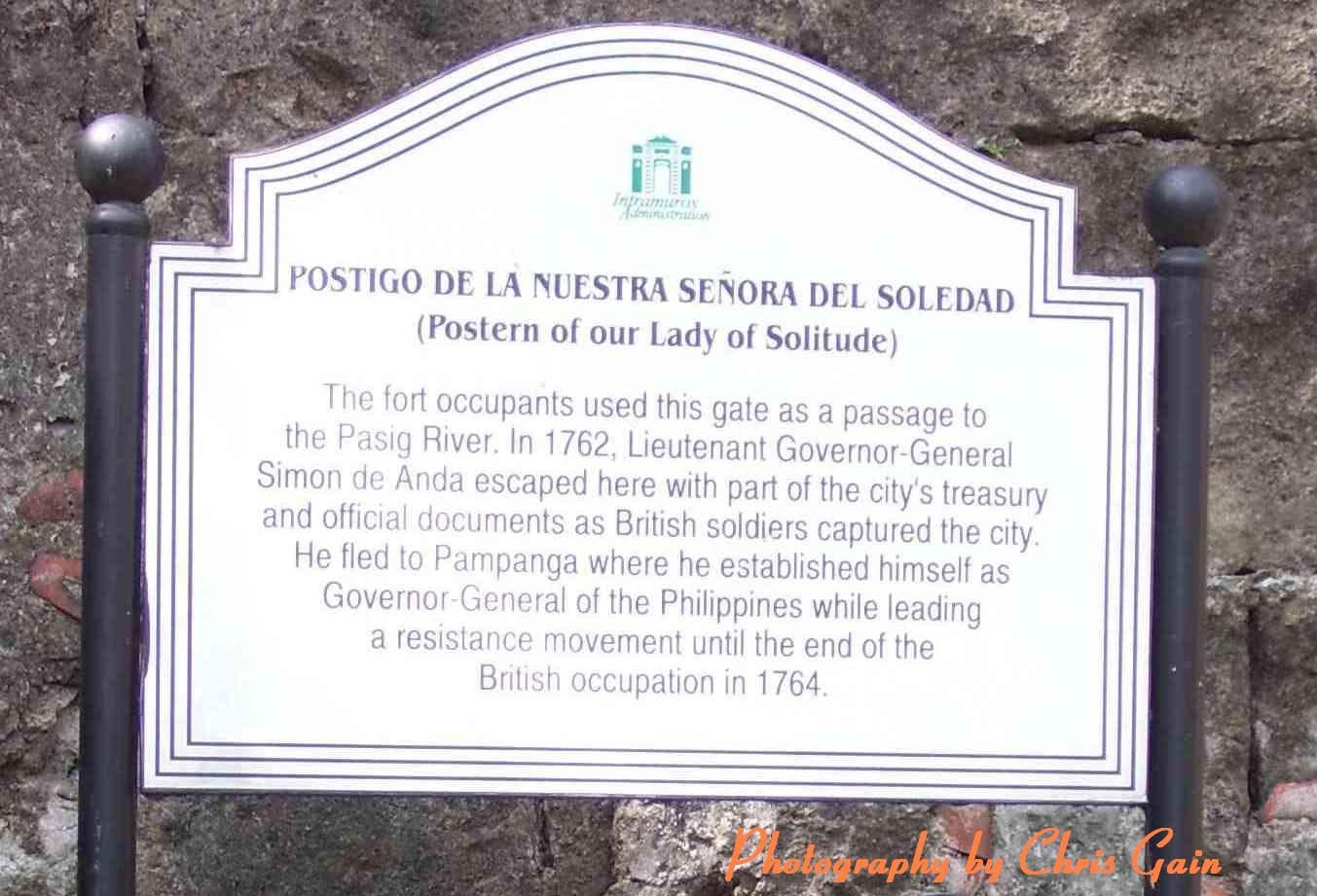
Placa commemorativa del punt de partida de Simón de Anda i Salazar

Encara que molts escriptors es refereixen a la breu ocupació de Manila com la "ocupació britànica de les Filipines", la realitat va ser que els britànics només van ser capaços de controlar els voltants de Manila i Cavite, Abans que les forces britàniques acceptessin la renúncia per escrit de l'Arquebisbe Rojo el 30 d'octubre de 1762,(Tracy 1995, p. 54) la Reial Audiència de Manila ja havia nomenat a Simó de Anda i Salazar com el nou governador general, una decisió que va ser avalada pel Consell d'Índies i ratificada més tard pel Rei d'Espanya, que va nomenar Anda i Basco com Governadors Generals de les Filipines. No era la primera vegada que l'Audiència havia assumit la responsabilitat de la defensa de les Filipines en l'absència d'un poder superior, el 1607, durant les Batalles Navals de Manila, en què va assumir temporalment el govern i va mantenir la defensa de Manila i Cavite contra els holandesos.
El capità Thomas Backhouse va reconèixer aquest fet quan es va presentar al secretari de Guerra a Londres que "l'enemic [els espanyols] es trobaven en plena possessió del país, exceptuant Manila"
Francisco Leandro de Viana, que era el fiscal de Manila durant els 20 mesos que va durar l'ocupació, va explicar al Rei d'Espanya el 1765, que "l'ocupació anglesa de les Filipines no havia estat efectiva, ja que les forces angleses no van tenir possessió de cap territori més enllà de l'abast dels canons de Manila ".